# 方以智

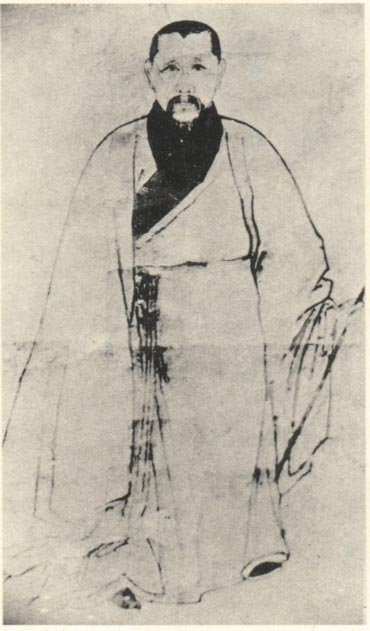
方以智

方 以智（ほう いち、拼音: Fāng Yǐzhì、1611年11月30日（万暦39年10月26日） - 1671年11月9日（康熙10年10月7日））は、中国明末清初の思想家・自然学者・儒学者・禅僧。
清への仕官を拒み流浪の僧となった。イエズス会士の影響を受けつつ物理学・博物学・天文学・地理学・医学・音韻学を広く論じた。「質測・通幾」や三教合一の思想を説いた。江戸時代の儒学者・本草学者・蘭学者に著作が読まれた。近現代の中国哲学研究で再評価された。著書に『通雅』『物理小識』『東西均』『薬地炮荘』など。
字は密之（みつし）。出家後の法名は大智または弘智、字は無可、通称は薬地和尚。号は曼公・鹿起・龍眠愚者・浮山愚者など。

## 生涯

### 明末
1611年、南直隷安慶府桐城県浮山（現在の安徽省銅陵市樅陽県）の名家に生まれる。幼少から学才を発揮し、家学である易学から天文暦学・医学・音楽・書画・兵法まで広く修めると同時に、李之藻の叢書『天学初函』等を通じてイエズス会士の著作を読み、特にニコラ・トリゴーの『西儒耳目資』を読んで中国語のラテン文字転写に関心を持つ。また、アダム・シャールやフランチェスコ・サンビアシ、熊明遇と若くして交流する。
20歳頃、李自成の農民反乱が桐城まで波及したため、南京に避難する。南京では、陳子龍・夏允彝らと交流する。彼らとの縁で復社に参加し、侯方域・冒襄・陳貞慧とともに「四公子」の一人に数えられる。
1639年29歳の時、郷試に合格、翌年殿試に合格、進士となる。庶吉士を務めた後、32歳の時、翰林院検討となる。

### 清初
1644年、順が北京に入ると投獄され拷問を受けるが、やがて脱獄し、妻子を置き去りにして出奔する。その後、清を避けて南明に仕えるが、政争により辞職、以降偽名で薬売りなどをしながら遊歴生活を送る。
1651年、広西でムスリムの清将馬蛟麟に捕まり、服従か死か迫られるが、死を選んだ結果、却って釈放される。その際、梧州の雲蓋寺で剃髪して僧となり、同寺に寓居する。同寺で自祭文を書き、明の滅亡と同時に自分は死んだと宣言する。翌年、施閏章とともに廬山に赴いた後、桐城に帰郷し家族と再会する。
1653年、南京の天界寺にて曹洞宗覚浪道盛禅師のもとで受戒、その後、南京の高座寺に潜居し著述に専念する。
1655年、父の方孔炤が没したため3年間帰郷、その後6年近く諸寺を放浪する。

### 晩年
1664年、放浪を終え、江西省吉安府の青原山浄居寺にて笑峰大然禅師後任の住職となる。以降、書き溜めてきた著書を立て続けに刊行する。また、明代の書院を復興し鄒守益・聶豹の遺緒を継ごうとする。この頃、王夫之・熊開元・金堡・余颺・張自烈（『正字通』の作者）らと交流する。
1671年、「粤案」の容疑（おそらく復明運動関与の容疑）で逮捕され、吉安府から粤西の流刑地に護送中、贛江の万安県惶恐灘付近で病没する。自殺とする説もある（余英時の説）。
没後、金堡や銭澄之が挽詞を詠んだ。

## 親族
- 方孔炤（中国語版） - 父。家学である易学や「質測」「通幾」の構築において方以智に影響を与えた[19]。著書に『周易時論』。
- 方中徳 - 長男[20]。
- 方中通（中国語版） - 次男。梅文鼎と交流した[21]。『物理小識』の刊行を主導した[12]。著書に数学書の『数度衍凡例』『数度衍』[21]。
- 方中履 - 三男。著書に『古今釈疑』。
- 方苞 - 同族[20]。散文学における桐城派の祖。方以智の作品に跋文を寄せた[20]。

## 学説

### 質測・通幾
諸著作で「質測」と「通幾」を標語として掲げた。「質測」は「事物の観察を重んずる自然科学的思考」、「通幾」は「事物の背後にある理・兆しに通達する哲学的思考」のような意味であり、学者は両者を兼ね備えるべきだと説いた。 「質測」と「通幾」は、父の方孔炤の造語と推定される。序文を寄せた游子六『天経或問』でも使用されている。

### 火一元論
方以智の宇宙観は、後述の1950年代の侯外廬以来、「火一元論」と称される。火一元論の形成過程には諸説あり、張載の気一元論、朱震亨の相火論、覚浪道盛の尊火論、西洋の四元素論などの影響が指摘されている。

### 脳局在論
方以智は『物理小識』で「ヒトの脳」について論じたことでも知られる。中国医学では、精神の座は脳ではなく心臓とするのが伝統的だったが、方以智は西洋医学の影響で脳局在論を主張したとされる。以上の内容は、20世紀初頭の医学史家富士川游に端を発する。21世紀現代では、脳局在論ではなく脳と心臓の折衷論だったとする指摘もある。

## 主な作品
『通雅』
『爾雅』の系譜に連なる訓詁名物の書。1646年成立、1666年刊行。
『物理小識』
科学技術全般の類書的な書。1664年から1667年に刊行、清末の1884年再刊。師の王宣の『物理所』を念頭に書かれた。当初は『通雅』の付録として書かれていたが、子の方中通や弟子の掲暄らが増補して独立させた。古今東西の書籍を引用しており、例えば『易経』『墨子』『夢渓筆談』『物類相感志』『本草綱目』などに加え、アダム・シャール『主制群徴』、ジュリオ・アレーニ『職方外紀』、マテオ・リッチ『四行論略』などイエズス会士の著作を引用している。
『東西均』
儒仏道の三教を交えた哲学的著作。1652年頃成立。刊本ではなく写本で伝わり、長らく埋もれた著作だったが、1962年に李学勤が整理・刊行して以来注目されるようになった。2001年には龐朴が最初の注釈書を刊行した。題名の「東西均」は多義的に捉えられる。
『薬地炮荘』
『荘子』の注釈書。
『切韵声原』
音韻学書。
『医学会通』
『刪補本草』
『浮山文集』
『周易時論合編』
父の方孔炤の遺著『周易時論』と、方以智の自著『周易図象幾表』等を合したもの。
『天界覚浪禅師全録』
覚浪道盛の語録。
『青原志略』
青原の地誌。笑峰大然の遺著を施閏章とともに完成させたもの。
『青原愚者智禅師語録』
方以智晩年の語録。
游子六『天経或問』序
游子六は方以智と熊明遇の弟子にあたる。

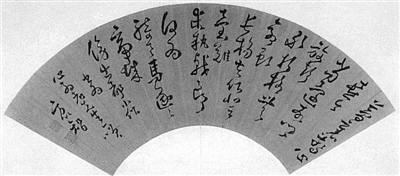
『草書扇面』

その他、『草書扇面』『四妙図』『枯樹図』などの書画が伝わる。

## 受容

### 清代
同時代の王夫之に思想が高く評価された。王夫之は、方以智の「質測」の手法こそが真の「格物窮理」であり、宋代の邵雍や蔡元定の手法は偽りの格物窮理であると評した。また王夫之は、方以智が諸葛亮の木牛流馬を論じたことにも言及している。
清末までの間、『浮山文集』が禁書に認定されたものの、『通雅』『物理小識』『薬地炮荘』は『四庫提要』に著録された。しかしながら、目立った受容は無かった。
清末の光緒10年（1884年）、『物理小識』が再刊された。

### 江戸時代
江戸時代の日本では、『通雅』と『物理小識』が儒学者・本草学者・蘭学者に盛んに受容された。また、序文を寄せた游子六『天経或問』も盛んに受容された。
儒学者では、三浦梅園が『贅語』で『物理小識』を引用している。また、新井白石は『東雅』と『同文通考』で『通雅』を引用しており、小瀬復庵から『物理小識』を借りたとする書簡も残っている。また、伊藤東涯は『名物六帖』時運箋で『通雅』を引用しており、手沢本にも『通雅』と『物理小識』がある。その他、太宰春台『聖学問答』、中村蘭林『学山録』にも受容されている。
本草学者では、小野蘭山が『本草綱目啓蒙』で『通雅』と『物理小識』を引用している。また、平賀源内は『物類品隲』で『物理小識』を引用しており、『火浣布略説』の火浣布観にも影響を受けている。その他、貝原益軒にも受容されている。
蘭学者では、杉田玄白が『解体新書』で『物理小識』を暗に引用している。その他、志筑忠雄『暦象新書』、宇田川榕菴『舎密開宗』『植学独語』、大槻玄沢『重訂解体新書』、山村才助『訂正増訳采覧異言』にも受容されている。
好古家の藤原貞幹は、粘葉装を論じる際に『通雅』を参照している。
『通雅』と『物理小識』は、清からの輸入と和刻本出版の双方が行われた。長崎奉行所の役人だった大田南畝は、随筆『瓊浦又綴』で、文化2年に『物理小識』が唐船持渡書として輸入されたことを取り上げている。松平定信は随筆『花月草紙』で、『物理小識』の和刻本を出版したいと思ったが、書肆の須原屋伊八（須原屋の一員）が既に出版していたので断念した、と語っている。

### 近現代
民国初期の梁啓超は、『通雅』を小学書として高く評価し、黄宗羲・顧炎武・王夫之・朱舜水と並ぶ「清初五大師」の一人に位置付けた。明治日本では、上記の富士川游が『物理小識』の脳説に着目した。
中華人民共和国では、1957年の侯外廬の論文を皮切りに、唯物論者・無神論者として盛んに研究されるようになった。侯外廬は、上記の1962年の李学勤本『東西均』に序文を寄せてもいる（李学勤は侯外廬の元助手にあたる）。1964年に毛沢東や楊献珍が関与した「一分為二と合二而一」論争の「合二而一」は、『東西均』三徴篇に由来する言葉である。2001年には龐朴が『東西均』の最初の注釈書を刊行した。
中華人民共和国以外でも、余英時、重澤俊郎、坂出祥伸、小川晴久、杉本つとむ、W.J.ピーターソンら多くの学者が研究している。